# Tennistoernooi van Oeiras 2014
Het tennistoernooi van Oeiras van 2014 werd van 28 april tot en met 4 mei 2014 gespeeld op de gravel-buitenbanen van het Estádio Nacional in Oeiras, nabij de Portugese plaats Estoril. De officiële naam van het toernooi was Portugal Open.
Het toernooi bestond uit twee delen:
- WTA-toernooi van Oeiras 2014, het toernooi voor de vrouwen
- ATP-toernooi van Oeiras 2014, het toernooi voor de mannen

## Toernooikalender
| Oeiras            | april 2014 | april 2014 | april 2014 | mei 2014     | mei 2014     | mei 2014     | mei 2014 |
| Oeiras            | 28         | 29         | 30         | 1            | 2            | 3            | 4        |
| ----------------- | ---------- | ---------- | ---------- | ------------ | ------------ | ------------ | -------- |
| vrouwenenkelspel  | 1e ronde   | 1e ronde   | 2e ronde   | kwartfinale  | halve finale | finale       |          |
| vrouwendubbelspel | 1e ronde   | 1e ronde   | 2e ronde   | halve finale | halve finale | finale       |          |
| mannenenkelspel   | 1e ronde   | 1e ronde   | 2e ronde   | 2e ronde     | kwartfinale  | halve finale | finale   |
| mannendubbelspel  |            |            | 1e ronde   | 2e ronde     | halve finale | halve finale | finale   |

ATP-toernooi van Estoril‎/Oeiras – WTA-toernooi van Estoril/Oeiras‎

1999 · 
2000 · 
2001 · 
2002 · 
2003 · 
2004 · 
2005 · 
2006 · 
2007 · 
2008 ·
2009 ·
2010 ·
2011 · 
2012 · 
2013 · 
2014